# بصريات الرصد الجوي

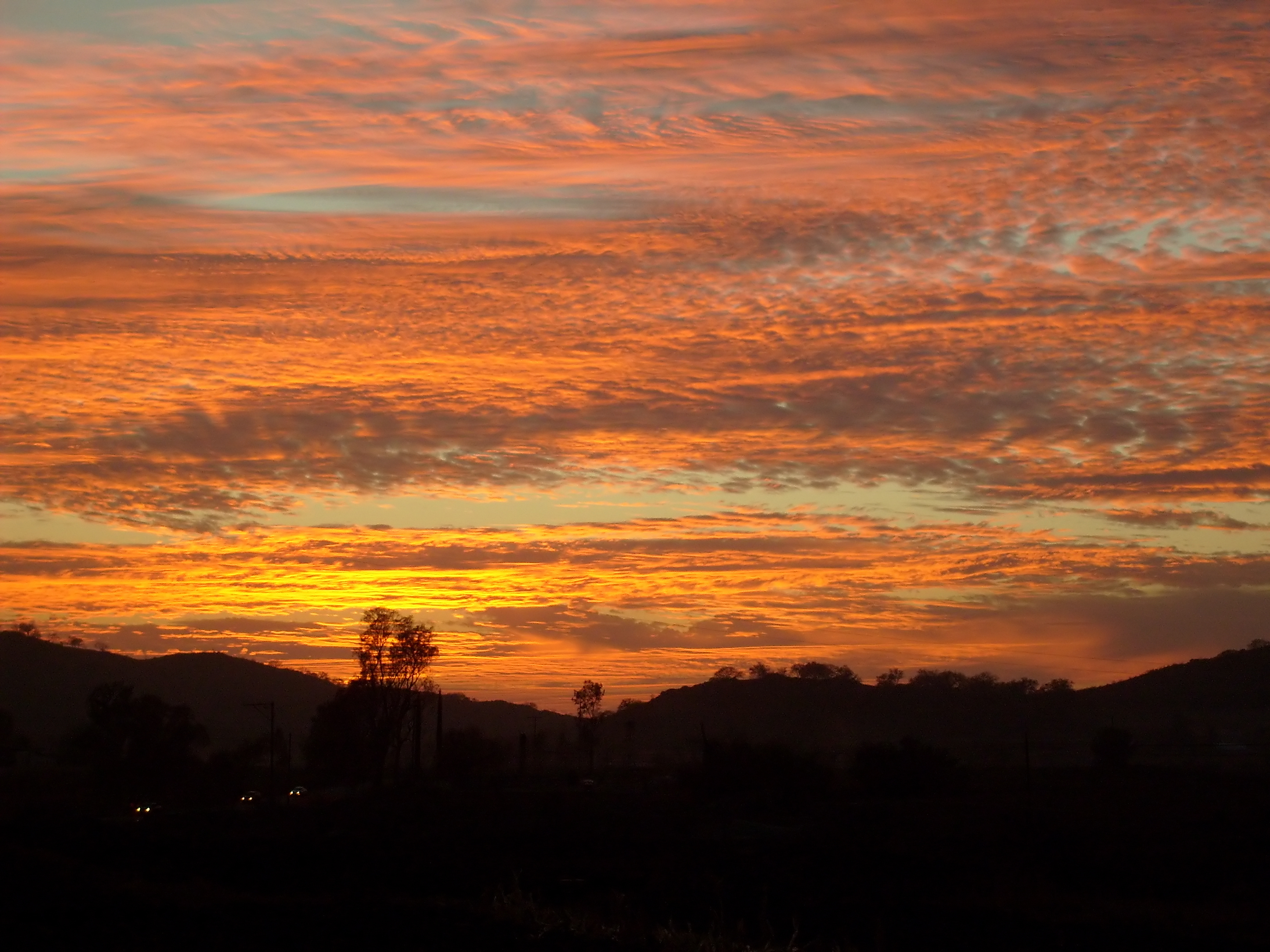
سماء ملونة نتيجة تشتت جزيئات الضوء.

بصريات الرصد الجوي هو أحد فروع علم البصريات يصف ويشرح الظواهر البصرية الحاصلة في غلاف الأرض الجوي. ينتج اللون الأزرق للسماء كنتيجة مباشرة لتبعثر ريليه الذي يعيد توجيه ترددات أشعة الشمس العالية (الزرقاء) إلى مجال رؤية الشخص الراصد. ونظرًا لسهولة تبعثر الضوء الأزرق أكثر من الضوء الأحمر، تُحدث الشمس تدرّج لوني مُحمرّ عندما تُرصد من خلال غلاف جوي سميك، كما في الشروق أو الغروب. إذا تواجدت جسيمات زائدة في السماء، فستتبعثر ألوان مختلفة بزوايا مختلفة، فينتُج ألوان متوهجة ملونة في السماء كما في الغسق والفجر. يتسبب تبعثر بلورات الثلج وغيرها من الجسيمات في الغلاف الجوي في تكوّن الهالات والشفق وأشعة الشمس والشموس الزائفة. تحدث تلك الظواهر البصرية نتيجة جسيمات ذات أشكال وأحجام مختلفة.
يعد السراب من الظواهر البصرية الذي تنحني فيها أشعة الضوء بسبب الاختلافات الحرارية في معامل انكسار الهواء، مما ينتج عنه إزاحة أو تشوّه كبير لصور الأشياء البعيدة. يصاحب ذلك ظواهر بصرية أخرى مثل تأثير نوفايا زيمليا حيث تشرق الشمس قبل موعدها أو تغرب بعد موعدها المُقدّر لها مع تشوّه في شكلها. كما تعد فاتا مورغانا أحد مظاهر الانكسار نتيجة الانقلاب الحراري، حيث تظهر الأجسام في الأفق البعيد مثل الجزر أو المنحدرات أو السفن أو الجبال الجليدية ممطولة ومعلّقة كما القلاع الخرافية. أما قوس قزح فيحدث نتيجة تمازج انعكاس داخلي وانكسار مُشتّت للضوء في قطرات المطر، وهو يظهر أكثر وضوحًا كلما اقتربت الشمس من الأفق، نظرًا لزيادة المسافة بينهما.

## حجم الشمس والقمر

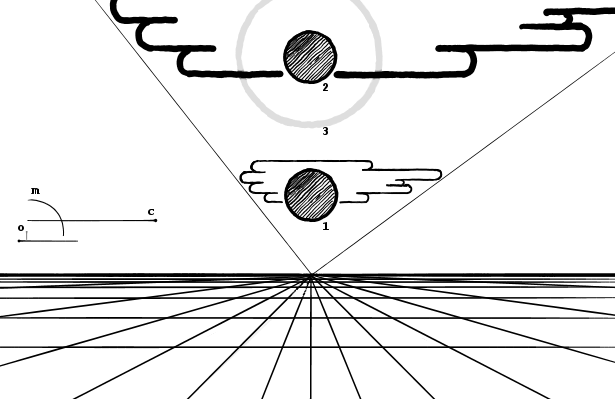
مقارنة بين الأحجام النسبية للقمر والسحاب في نقاط مختلفة في السماء.

في كتاب المناظر، زعم ابن الهيثم أن الرؤية تحدث في الدماغ، وأن الخبرة الشخصية له تأثيرها على ما يراه الناس وكيف يرونه، وأن الرؤية والإدراك تختلف من شخص إلى آخر. عارض ابن الهيثم ضد نظرية بطليموس حول الانكسار، ولماذا يرى الناس الشمس والقمر أكبر في الأفق مما هما عليه في السماء، وأدخل اصطلاح الحجم المحسوس بدلاً من مفهوم الحجم الحقيقي. وقال بأن تقدير مسافة الكائن يعتمد على رؤيته المباشرة دون أن يقطعها تداخل كائنات أخرى بين الكائن والراصد له. ولكن في حالة القمر، رغم عدم وجود تداخل لأجسام بيننا وبين القمر، إلا القمر يبدو أكبر في الأفق. اعتمد روجر بيكون وجون بيكهام وويتلو في أعمالهم على تفسير ابن الهيثم لوهم القمر، حتى أصبحت تلك النظرية مقبولة تدريجيًا كظاهرة نفسية، وبالتالي رُفضت نظرية بطليموس في القرن السابع عشر الميلادي. لأكثر من 100 سنة، خضعت ظاهرة وهم القمر لأبحاث علماء البصريات الذين كانوا عادةً علماء نفس متخصصين في الإدراك الحسي. وفي سنة 2002 م، درس روس وبلج العديد من التفسيرات المختلفة في كتابهما «سر وهم القمر»، وتوصّلا إلى أنه «لا نظرية ثبُت انتصارها».

## تلوّن السماء

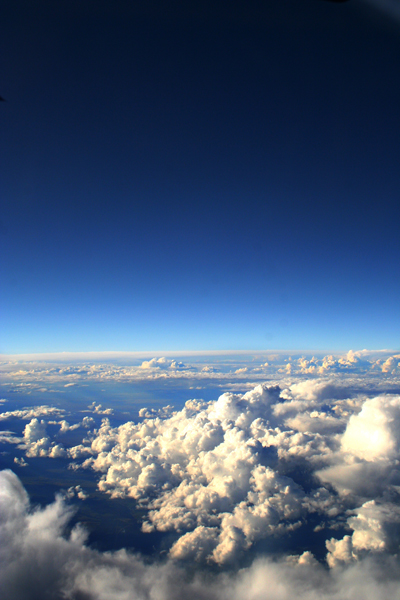
عند النظر إلى السماء من موقع مرتفع، كما من نافذة الطائرة، يظهر تدرّج ألوان السماء من الدرجة الشاحبة إلى الداكنة كلما اقتربنا من ارتفاع سمت الرأس.

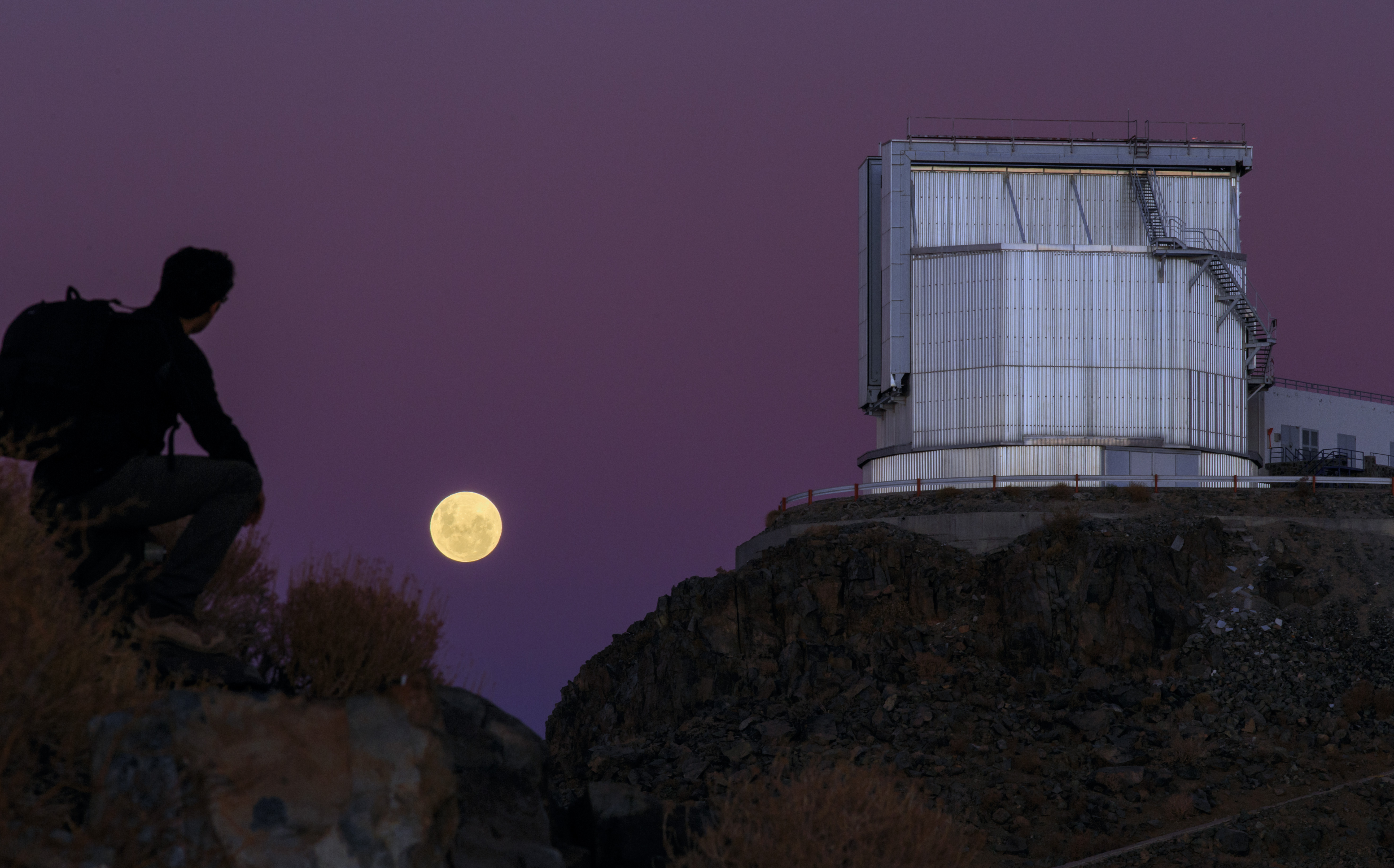
سماء أرجوانية عند مرصد لا سيلا.

ينتج ضوء السماء من تناثر أشعة الشمس، مما يؤدي رؤية الراصد لها باللون الأزرق. في اليوم المشمس، يتسبب تبعثر ريليه في ظهور السماء بلون أزرق متدرج - داكن في أعلاها يشحُب كلما اقتربنا من الأفق القريب. يمثّل الضوء في الأعلى 1/38 من حجم الضوء الساقط إلى الأفق. لذلك، فإن عدد أقل من جسيمات ضوء أشعة الشمس تتبعثر في الأعلى، وبالتالي يظل الضوء في الأعلى أزرق داكن. كما يتناثر الضوء الأحمر أيضًا، مما يجعل فرصته للوصول إلى عين الراصد أكبر من الضوء الأزرق كلما كانت مسافته أبعد. في المسافات التي تقترب من اللانهاية، يتناثر الضوء حتى يبدو أبيضًا. وبسبب التبعثر أيضًا، تبدو السحب البعيدة وقمم الجبال الثلجية صفراء اللون.
يزداد تبعثر الضوء كلما زاد حجم الجسيمات (كما في الهواء)، حيث يكون أكبر في الاتجاهات الموازية للضوء الساقط مما هو عليه في الاتجاه العرضي. ينتج عن سقوط الضوء الأبيض على قطرات الماء مجموعة من الحلقات الملونة. إذا تواجدت سحابة سميكة بما فيه الكفاية، سيتسبب التبعثر في تحويل حلقات قطرات الماء الملونة المتعددة إلى اللون الأبيض. خلال الصيف، يتحرك غبار الصحراء من جنوب حزام الضغط المرتفع شبه المداري إلى جنوب شرق الولايات المتحدة، فيتغير لون السماء من الأزرق إلى الأبيض، وتزداد حُمرة غروب الشمس.
وقد أوصت اللجنة الدولية للإضاءة (CIE) بنماذج توزيع إضاءة السماء لتصميم مخططات ضوء النهار. تتعلق التطورات الأخيرة بـ "جميع نماذج السماء" لنمذجة إضاءة السماء في ظل الظروف الجوية التي تتراوح من السماء الصافية إلى السماء الملبدة بالغيوم.

## تلون السحابة
إن لون السحابة كما يُرى من الأرض يخبرنا الكثير عما يحدث داخل السحابة. تُظهر السحب التروبوسفيرية العميقة الكثيفة انعكاسًا عاليًا (70٪ إلى 95٪) عبر الطيف المرئي. تكون جزيئات الماء الصغيرة مكتظة بكثافة ولا يمكن لأشعة الشمس أن تخترق مسافة بعيدة داخل السحابة قبل أن تنعكس، مما يعطي السحابة لونها الأبيض المميز، خاصة عند النظر إليها من الأعلى. تميل قطيرات السحب إلى تشتيت الضوء بكفاءة، بحيث تتناقص شدة الإشعاع الشمسي مع تعمق الغازات. ونتيجة لذلك يمكن أن تختلف قاعدة السحابة من اللون الرمادي الفاتح جدًا إلى الرمادي الداكن جدًا اعتمادًا على سمك السحابة وكمية الضوء المنعكس أو المنقول مرة أخرى إلى الراصد. قد تبدو السحب الرقيقة بيضاء أو تبدو وكأنها اكتسبت لون بيئتها أو خلفيتها. تظهر السحب التروبوسفيرية وغير التروبوسفيرية المرتفعة في الغالب باللون الأبيض إذا كانت مكونة بالكامل من بلورات ثلجية و/أو قطرات ماء فائقة البرودة.
ومع نضوج السحابة التروبوسفيرية قد تتحد قطرات الماء الكثيفة لتنتج قطرات أكبر، والتي قد تتحد لتشكل قطرات كبيرة بما يكفي لتساقطها على شكل أمطار. ومن خلال عملية التراكم هذه، تصبح المسافة بين القطرات أكبر بشكل متزايد، مما يسمح للضوء بالتغلغل إلى مسافة أبعد في السحابة. إذا كانت السحابة كبيرة بما فيه الكفاية وكانت القطرات الموجودة بداخلها متباعدة بما فيه الكفاية، فمن المحتمل أن نسبة الضوء الذي يدخل السحابة لا تنعكس مرة أخرى قبل أن يتم امتصاصها. ومثال بسيط على ذلك هو القدرة على الرؤية لمسافات أبعد في الأمطار الغزيرة مقارنة بالضباب الكثيف. عملية الانعكاس/الامتصاص هذه هي التي تسبب نطاق لون السحابة من الأبيض إلى الأسود.